# اسبو، کاسرس
اسبو، کاسرس (به اسپانیایی: Acebo, Cáceres) یک شهرستان در اسپانیا است که در اکسترمادورا واقع شده‌است.

## خصوصیات
اسبو ۵۷٫۴۰ کیلومترمربع مساحت و ۶۷۹ نفر جمعیت دارد و ۵۷۴ متر بالاتر از سطح دریا واقع شده‌است.